# Dialogue des orateurs
 (mars 2018).
Si vous disposez d'ouvrages ou d'articles de référence ou si vous connaissez des sites web de qualité traitant du thème abordé ici, merci de compléter l'article en donnant les références utiles à sa vérifiabilité et en les liant à la section « Notes et références ».
Le Dialogue des orateurs ou Dialogus de oratoribus est une courte œuvre sur l'art de la rhétorique et sous la forme d'un dialogue. Il est attribué à Tacite. Sa date de composition est inconnue, mais la dédicace à Lucius Fabius Justus permet de le situer aux alentours de 102 après Jésus-Christ.
Le dialogue lui-même, qui se déroule dans les années 70 après Jésus-Christ, s'inscrit dans la tradition du discours cicéronien sur les débats philosophiques et rhétoriques. Il a lieu dans la maison de Curiatius Maternus qui est aussi l'un des orateurs et qui reçoit la visite de deux avocats alors très reconnus, Marcus Aper et Julius Secundus. Ces derniers sont venus pour discuter d'un événement récent. Le quatrième orateur, Gaius Vipstanus Messalla Gallus, arrive plus tard. Les quatre hommes sont des personnages historiques dont l'existence est attestée. Le début de l’œuvre est un discours défendant l'éloquence et la poésie. C'est ensuite la décadence de l'art oratoire qui est évoquée. L'explication qui en est donnée réside dans le déclin de l'éducation du futur orateur, que ce soit au sein de sa famille ou à l'école.L'éducation n'est plus aussi poussée qu'elle ne l'était autrefois, les enseignants ne sont pas suffisamment formés et une rhétorique inutile prend souvent la place de la culture générale.
Après une lacune, le Dialogus se termine par un discours prononcé par Maternus, illustrant, selon certains, l'opinion de Tacite. Maternus pense qu'un grand art oratoire a été rendu possible par la liberté vis-à-vis de tout pouvoir, plus précisément lors de l'anarchie qui a caractérisé la République romaine durant les guerres civiles. Cet art oratoire est devenu anachronique et hors de propos dans la société assagie et structurée qui est apparue après la mise en place de l'Empire. La paix, garantie par l'Empire, devrait être acceptée sans regret pour la période précédente qui était plus favorable à la large diffusion de la culture littéraire et à l'apparition de personnalités fortes.
Certains estiment que l'ensemble du travail de Tacite repose sur l'idée qu'il faut accepter l'Empire comme le seul pouvoir capable de sauvegarder l’État face au chaos des guerres civiles. Certes, l'Empire a diminué l'importance des orateurs et des hommes politiques, mais il n'y a pas d'alternative qui soit viable. Néanmoins, Tacite n'approuve pas le gouvernement impérial avec résignation, et il montre, comme dans Agricola, qu'il reste la possibilité de faire des choix dignes et utiles à l'État.
La date de publication du Dialogus est incertaine, mais il a probablement été écrit après Agricola et la Germania. De nombreuses caractéristiques le distinguent des autres œuvres de Tacite, à tel point que son authenticité puisse être mise en doute, même si le Dialogus est, dans la tradition manuscrite, toujours groupé avec Agricola et la Germania. La rhétorique du Dialogus semble se rapprocher du modèle de Cicéron : raffinée mais non prolixe, celle qui a inspiré l'enseignement de Quintilien. À ce style manquent les incongruités qui sont typiques du Tacite des grandes œuvres historiques. Il se peut que le Dialogus ait été une œuvre de jeunesse de Tacite ; le fait qu'il soit dédié à Fabius Justus nous donnerait alors une date de publication, mais non une date d'écriture. Il est plus probable que ce style inhabituellement classique chez Tacite soit à mettre au compte du genre du Dialogue, qui se rattache à la rhétorique. En effet, c'est la structure et la langue de Cicéron qui étaient habituellement imités dans ce genre de travaux.